# Llista d'alpinistes catalans morts a l'Himàlaia
Llista d'alpinistes catalans morts a l'Himàlaia mentre escalaven una muntanya.
| Data                   | Alpinista                                                    | Cim           | Comentaris |
| ---------------------- | ------------------------------------------------------------ | ------------- | --- |
| 5 d'agost de 1981      | Enric Pujol                                                  | Broad Peak    | Després d'aconseguir el cim en el descens es trenca una placa de neu, i ell el seu company Manolo Hernández rellisquen, i Pujol perd la vida. |
| 10 d'agost de 1982     | Pere Aymerich Meliz i Enric Font Lloret                      | Manaslu       | [ cal citació ] |
| 27 de setembre de 1987 | Toni Sors, Sergi Escalera, Francesc Porras i Antoni Quiñones | Lhotse Shar   | Una allau a 7.450m, patint una caiguda vertical de 2.200m |
| 10 d'octubre de 1989   | Quico Dalmases                                               | Dhaulagiri    | [ 1 ] |
| 18 d'agost de 1990     | Albert Ibáñez i Josep Grañó                                  | Hidden Peak   | [ 1 ] |
| 13 d'octubre de 1990   | Joan Martínez i Sallés                                       | Shisha Pangma | Era el metge de l'expedició cívic-militar espanyola que coronà el 13 d'octubre del 1990 el cim del Shisha Pangma. De baixada, s'aixecà una gran tempesta que obligà a tres membres de l'equip que havien assolit el cim, entre ells Joan, a improvisar un vivac per passar la nit. Malauradament, Joan Martínez Sallés va morir-hi per congelació. |
| 2 d'octubre 1991       | Manu Badiola                                                 | Makalu        | Després de fer cim, al relliscar i patir una caiguda sobre la cota de 8.300 metres, en la vessant xinesa del Tibet en una zona tècnicament difícil |
| 5 de juliol de 1995    | Jordi Anglès                                                 | K-2           | [ 1 ] |
| 26 d'agost del 1995    | Xavier Lamas                                                 | Changzeng     | Fou arrossegat per una allau prop del camp base |
| 30 de juliol de 1997   | Joan Colet Vila                                              | Nanga Parbat  | [ 4 ] [ 1 ] |
| 19 d'agost de 2004     | Manel de la Matta                                            | K-2           | Peritonitis |
| 24 de maig de 2007     | Íñigo de Pineda Blanc                                        | Kangchenjunga | Caiguda de més de 1.000 metres |
| 23 de setembre de 2012 | Martí Gasull i Roig                                          | Manaslu       | En una allau en què van morir vuit alpinistes més: set alpinistes francesos, un alemany i un nepalès. |
| 27 de maig de 2013     | Juanjo Garra                                                 | Dhaulagiri    | Degut a una lesió a més de 8.000 metres. |
| 21 de juliol de 2013   | Xevi Gómez                                                   | Gasherbrum    | Juntament amb Abel Alonso i Álvaro Paredes, quan baixaven de fer el cim. |
| 16 de gener de 2021    | Sergi Mingote                                                | K2            | Tornant cap al camp base després d'una ronda d'aclimatació a 7.000 m. |

A tots aquests casos, s'han d'afegir els dels valencians Andreu Ferrer el 1987 i Rafael Guillén el 2008 i del mallorquí Tolo Calafat el 2010 a l'Annapurna.